# Diana Šnajder
Diana Maksimovna Šnajder (in russo Диа́на Макси́мовна Шна́йдер?; Žigulëvsk, 2 aprile 2004) è una tennista russa.
Ha vinto quattro titoli del circuito maggiore in singolare su tre superfici diverse, tra cui il WTA 500 di Bad Homburg, ed il 5 maggio 2025 ha raggiunto il suo best ranking mondiale alla posizione 11, il 16 giugno nel doppio alla posizione n° 8.

## Biografia
Figlia di un avvocato e pugile, e di un'insegnante d'inglese, inizia a giocare a tennis a 4 anni. Decide, insolitamente per una russa, di accettare una borsa di studio per il college all'Università della Carolina del Nord, e dopo ottimi risultati passa al professionismo.

## Carriera
Ha vinto 4 titoli nel singolare e 3 titoli nel doppio nel circuito ITF.
Nella sua carriera da junior ha vinto nel doppio femminile il Torneo di Wimbledon 2021 con la bielorussa Kristina Dmitruk, e l'Australian Open 2022 con la statunitense Clervie Ngounoue. Ha anche raggiunto la finale agli Open di Francia 2020 con la russa Marija Bondarenko.
Fa il suo debutto nel circuito maggiore durante la Kremlin Cup 2021 accedendo nelle qualificazioni grazie ad una wild-card, ma si ferma al secondo turno.
Nel 2022, conquista il suo primo titolo WTA 125 a Montevideo.
Nel 2023, invece, vince il suo primo trofeo di categoria 125 in doppio a La Bisbal d'Empordà assieme a Dolehide battendo le spagnole Bolsova/Masarova. Ottiene le sue prima partecipazione ai main-draw Slam dell'Australian Open e al Roland Garros: in entrambi i casi supera solo un turno uscendo rispettivamente  contro la top-10 Sakkarī e contro la futura semifinalista Haddad Maia.
Al Ningbo Open 2023, conquista la sua prima finale nel circuito maggiore, battendo l'ex numero 2 del mondo Kvitová negli ottavi, prima di cedere alla n°1 del seeding Jabeur. Grazie all'ottima settimana, sale fino alla 63ª posizione mondiale, suo nuovo best-ranking.

### 2024: 3 titoli WTA e top-20
Dopo tre sconfitte consecutive all'esordio (Australian Open compreso), prende parte al torneo di Hua Hin: al primo turno elimina la testa di serie n°1 Magda Linette. Dopo due successi su Badosa e Gálfi in semifinale s'impone sulla cinese Wang, approdando alla seconda finale WTA della carriera. A differenza di quanto successe a Ningbo, questa volta la russa riesce a conquistare il suo primo titolo nel circuito maggiore, battendo in finale Lin Zhu.
A Doha supera le qualificazioni, perdendo poi al primo turno da Andreeva. Dopo un secondo turno a Indian Wells, raggiunge la finale nel WTA 125 di Charleston, dove viene sconfitta da Elisabetta Cocciaretto. A Miami esordisce battendo la veterana del circuito Venus Williams, cedendo poi nel match successivo a Madison Keys. 
Sulla terra dopo due uscite premature a Stoccarda e Madrid, a Roma riesce ad arrivare al terzo turno, eliminando Minnen e la top-20 Samsonova; nel match valevole per gli ottavi, soccombe a Badosa in tre set. Nel WTA 125 di Parigi, riesce a conquistare il suo secondo titolo di questo livello superando in finale Emma Navarro. Al Roland Garros, esce subito contro la wild-card Chloé Paquet.
Sull'erba dopo un primo turno a 's-Hertogenbosch, raggiunge i quarti a Birmingham, dove cede il passo a Cocciaretto. A Bad Homburg, la russa raggiunge la seconda semifinale stagionale, imponendosi sull'ex n°1 del mondo Kerber, sull'ucraina Dajana Jastrems'ka e nei quarti su Badosa, per poi prevalere su Navarro in tre set, approdando alla seconda finale in stagione nel circuito maggiore, la prima di livello WTA 500. In tale circostanza supera Donna Vekić con lo score di 6–3, 2–6, 6–3, conquistando il suo secondo titolo WTA, il primo sull'erba e fin qui il più importante trofeo. Grazie a questo risultato scala la classifica, andando a occupare la 30° posizione del ranking. Chiude la stagione su erba a Wimbledon con un quarto turno contro Navarro. 
In preparazione per le Olimpiadi si sposta sulla terra rossa di Budapest, dove vince il suo terzo titolo annuale e in carriera, sconfiggendo in finale Aljaksandra Sasnovič con un duplice 6-4. Partecipa alle olimpiadi di Parigi sia nel singolare che nel doppio. Nel primo caso, esce al secondo turno contro Wang Xiyu, mentre in coppia con la connazionale Mirra Andreeva, dopo aver battuto fra le altre la quotata coppia Krejcikova/Siniakova, conquistano la medaglia d'argento, perdendo in finale dalla italiani Errani/Paolini. Shnaider si prenderà la rivincita sulla coppia italiana nei quarti del torneo di Cincinnati in coppia con la ceca Nosková. 
Apre lo swing americano sul cemento partecipando al Canadian Open di Toronto in cui batte agli ottavi Gauff e ai quarti Samsonova, per essere poi sconfitta dalla futura vincitrice Pegula in semifinale. Al torneo di Cincinnati viene fermata da Fernandez agli ottavi nel singolare e in coppia con Putinceva alle semifinali del doppio. Grazie a questi risultati raggiunge il 9 settembre il suo best ranking sia in singolare, alla 17ª posizione, e in doppio alla 54ª. Allo US Open, la russa coglie gli ottavi di finale slam per la prima volta in carriera, imponendosi su Podoroska, Tauson ed Errani; nel match valevole per i quarti, cede il passo a Jessica Pegula, futura finalista.
Nella trasferta asiatica, ottiene due semifinali a Seul e Tokyo, sconfitta rispettivamente da Kasatkina e Zheng. A Hong Kong, Šnajder conquista un'altra finale, eliminando Okamura, Hon, Lamens e Fernandez; nell'ultimo atto, supera nettamente la testa di serie n°2 Katie Boulter (6-1 6-2), conquistando il quarto titolo stagionale, il secondo su cemento dopo quello di Hua Hin.
Grazie a questo risultato, chiude la stagione al n°13 del mondo, raggiungendo il 4 novembre il suo best-ranking al n°12.

### 2025

#### Singolare
Dopo una sconfitta all'esordio a Brisbane, raggiunge i quarti ad Adelaide, dove cede a Putinceva. All'Australian Open, coglie per la prima volta il terzo turno, battendo Cocciaretto e Tomljanović; nel match di sedicesimi, perde una battaglia di tre ore contro Donna Vekić.
Inizia a collaborare con Dinara Safina in qualità d coach da aprile, ma nel giro di poco più di un mese le due si allontanano e Safina viene sostituita da Mariusz Copil prima del Roland Garros.
Torna a vincere due partite nello stesso torneo solo a Madrid, quando si impone su Katie Volynets e la rientrante Anastasija Sevastova; negli ottavi, cede il passo a Iga Świątek in tre set. Va meglio a Roma, dove la russa si spinge fino ai quarti senza concedere set a Dolehide, Cristian e Mertens dopo il bye; nel match valevole per la semifinale, si arrende alla futura campionessa Jasmine Paolini, non sfruttando un vantaggio di 4-0 dopo aver vinto il primo set. Grazie a questi risultati, scala la classifica di due posizioni, ottenendo il suo nuovo best-ranking al n°11 del mondo.

#### Doppio: primi titoli WTA, prima semifinale slam e ingresso in top-10
Šnajder decide di giocare stabilmente in doppio assieme alla connazionale con cui ha vinto la medaglia olimpica a Parigi, Mirra Andreeva. Le due iniziano il 2025 con il primo titolo vinto assieme nel WTA 500 di Brisbane, battendo in finale Hon/Kalinskaja per 7–6(6), 7–5. All'Australian Open, colgono la prima semifinale slam della carriera, dove cedono alle n°1 del seeding e future campionesse Siniaková/Townsend in tre set. Dopo una semifinale a Doha, le russe ottengono il secondo titolo stagionale a Miami, sconfiggendo in finale Bucșa/Katō con lo score di 6–3, 6(5)–7, [10–2]. Per Andreeva/Šnajder è il primo titolo di livello WTA 1000 e, questo risultato, permette a Diana di entrare per la prima volta tra le prime 15 del mondo. Grazie alla semifinale colta a Roma, persa contro le padrone di casa Errani/Paolini, Šnajder scala la classifica di altre tre posizioni, entrando in top-10 con il nuovo best-ranking al n°10.

## Statistiche WTA

### Singolare

#### Vittorie (4)
| Legenda              |
| -------------------- |
| Grande Slam (0)      |
| Ori Olimpici (0)     |
| WTA Finals (0)       |
| WTA Elite Trophy (0) |
| Dal 2021             |
| WTA 1000 (0)         |
| WTA 500 (1)          |
| WTA 250 (3)          |

| N. | Data            | Torneo                         | Superficie  | Avversaria in finale | Punteggio     |
| 1. | 4 febbraio 2024 | Thailand Open, Hua Hin         | Cemento     | Zhu Lin              | 6–3, 2–6, 6–1 |
| 2. | 29 giugno 2024  | Bad Homburg Open, Bad Homburg  | Erba        | Donna Vekić          | 6–3, 2–6, 6–3 |
| 3. | 21 luglio 2024  | Hungarian Grand Prix, Budapest | Terra rossa | Aljaksandra Sasnovič | 6–4, 6–4      |
| 4. | 3 novembre 2024 | Hong Kong Open, Hong Kong      | Cemento     | Katie Boulter        | 6–1, 6–2      |

#### Sconfitte (1)
| Legenda              |
| -------------------- |
| Grande Slam (0)      |
| Argenti Olimpici (0) |
| WTA Finals (0)       |
| WTA Elite Trophy (0) |
| Dal 2021             |
| WTA 1000 (0)         |
| WTA 500 (0)          |
| WTA 250 (1)          |

| N. | Data              | Torneo              | Superficie | Avversaria in finale | Punteggio |
| 1. | 30 settembre 2023 | Ningbo Open, Ningbo | Cemento    | Ons Jabeur           | 2–6, 1–6  |

### Doppio

#### Vittorie (2)
| Legenda              |
| -------------------- |
| Grande Slam (0)      |
| Ori Olimpici (0)     |
| WTA Finals (0)       |
| WTA Elite Trophy (0) |
| Dal 2021             |
| WTA 1000 (1)         |
| WTA 500 (1)          |
| WTA 250 (0)          |

| N. | Data           | Torneo                           | Superficie | Compagna       | Avversarie in finale          | Punteggio           |
| 1. | 4 gennaio 2025 | Brisbane International, Brisbane | Cemento    | Mirra Andreeva | Priscilla Hon Anna Kalinskaja | 7–6(6), 7–5         |
| 2. | 30 marzo 2025  | Miami Open, Miami                | Cemento    | Mirra Andreeva | Cristina Bucșa Miyu Katō      | 6–3, 6(5)–7, [10–2] |

#### Sconfitte (2)
| Legenda              |
| -------------------- |
| Grande Slam (0)      |
| Argenti Olimpici (1) |
| WTA Finals (0)       |
| WTA Elite Trophy (0) |
| Dal 2021             |
| WTA 1000 (0)         |
| WTA 500 (1)          |
| WTA 250 (0)          |

| N. | Data           | Torneo                             | Superficie  | Compagna       | Avversarie in finale        | Punteggio           |
| 1. | 4 agosto 2024  | Giochi Olimpici, Parigi            | Terra rossa | Mirra Andreeva | Sara Errani Jasmine Paolini | 6–2, 1–6, [7–10]    |
| 2. | 15 giugno 2025 | Queen's Club Championships, Londra | Erba        | Anna Danilina  | Asia Muhammad Demi Schuurs  | 5-7, 7-6(3), [4–10] |

## Circuito WTA 125

### Singolare

#### Vittorie (2)
| N. | Data             | Torneo                      | Superficie  | Avversaria in finale | Punteggio     |
| 1. | 27 novembre 2022 | Montevideo Open, Montevideo | Terra rossa | Léolia Jeanjean      | 6–4, 6–4      |
| 2. | 19 maggio 2024   | Clarins Open, Parigi        | Terra rossa | Emma Navarro         | 6–2, 3–6, 6–4 |

#### Sconfitte (1)
| N. | Data          | Torneo                             | Superficie | Avversaria in finale   | Punteggio |
| 1. | 16 marzo 2024 | Fifth Third Charleston, Charleston | Cemento    | Elisabetta Cocciaretto | 3–6, 2–6  |

### Doppio

#### Vittorie (1)
| N. | Data           | Torneo                                       | Superficie  | Compagna          | Avversarie in finale           | Punteggio   |
| 1. | 10 giugno 2023 | Open Internacional Femení Solgironès, Bisbal | Terra rossa | Caroline Dolehide | Aliona Bolsova Rebeka Masarova | 7–6(5), 6–3 |

## Statistiche ITF

### Singolare

#### Vittorie (4)
| Torneo $100.000 (0) |
| Torneo $80.000 (0)  |
| Torneo $60.000 (1)  |
| Torneo $25.000 (1)  |
| Torneo $15.000 (2)  |

| N. | Data             | Torneo                                     | Superficie  | Avversaria in finale | Punteggio |
| 1. | 14 novembre 2021 | Antalya Series, Adalia                     | Terra rossa | Pia Lovrič           | 6–3, 6–2  |
| 2. | 17 aprile 2022   | Magnesium K Active Ladies Open, Oeiras     | Terra rossa | Martina Di Giuseppe  | 6–4, 6–2  |
| 3. | 24 aprile 2022   | Shymkent International Tournament, Şımkent | Terra rossa | Ekaterina Maklakova  | 6–2, 7–5  |
| 4. | 1º maggio 2022   | Edge Istanbul, Istanbul                    | Terra rossa | Nikola Bartůňková    | 7–5, 7–5  |

#### Sconfitte (1)
| Torneo $100.000 (0) |
| Torneo $80.000 (0)  |
| Torneo $60.000 (1)  |
| Torneo $25.000 (0)  |
| Torneo $15.000 (0)  |

| N. | Data            | Torneo                           | Superficie | Avversaria in finale | Punteggio     |
| 1. | 16 ottobre 2022 | Henderson Tennis Open, Las Vegas | Cemento    | Yuan Yue             | 6–4, 3–6, 1–6 |

### Doppio

#### Vittorie (3)
| Torneo $100.000 (0) |
| Torneo $80.000 (0)  |
| Torneo $60.000 (1)  |
| Torneo $25.000 (1)  |
| Torneo $15.000 (1)  |

| N. | Data             | Torneo                           | Superficie  | Compagna            | Avversarie in finale               | Punteggio |
| 1. | 20 novembre 2021 | Antalya Series, Adalia           | Terra rossa | Anastasyja Soboleva | Tamara Čurović Amarissa Kiara Tóth | 6–2, 6–0  |
| 2. | 19 marzo 2022    | Antalya Series, Adalia           | Terra rossa | Amarissa Kiara Tóth | Amina Anšba Marija Timofeeva       | 6–4, 6–2  |
| 3. | 7 agosto 2022    | Hechingen Ladies Open, Hechingen | Terra rossa | Irina Chromačëva    | Tamara Čurović Chiara Scholl       | 6–2, 6–3  |

#### Sconfitte (1)
| Torneo $100.000 (0) |
| Torneo $80.000 (0)  |
| Torneo $60.000 (1)  |
| Torneo $25.000 (0)  |
| Torneo $15.000 (0)  |

| N. | Data           | Torneo                                                        | Superficie  | Compagna        | Avversarie in finale           | Punteggio |
| 1. | 13 agosto 2022 | ITF World Tennis Tour Gran Canaria, San Bartolomé de Tirajana | Terra rossa | Elina Avanesjan | Ángela Fita Boluda Arantxa Rus | 4–6, 4–6  |

## Grand Slam Junior

### Doppio

#### Vittorie (3)
| Tornei del Grande Slam  |
| ----------------------- |
| Australian Open (1)     |
| Open di Francia (0)     |
| Torneo di Wimbledon (1) |
| US Open (1)             |

| N. | Data              | Torneo                      | Superficie | Compagna         | Avversario in finale             | Punteggio |
| 1. | 10 luglio 2021    | Torneo di Wimbledon, Londra | Erba       | Kristina Dmitruk | Sofia Costoulas Laura Hietaranta | 6–1, 6–2  |
| 2. | 29 gennaio 2022   | Australian Open, Melbourne  | Cemento    | Clervie Ngounoue | Kayla Cross Victoria Mboko       | 6–4, 6–3  |
| 3. | 10 settembre 2022 | US Open, New York           | Cemento    | Lucie Havlíčková | Carolina Kuhl Ella Seidel        | 6–3, 6–2  |

#### Sconfitte (1)
| Tornei del Grande Slam  |
| ----------------------- |
| Australian Open (0)     |
| Open di Francia (1)     |
| Torneo di Wimbledon (0) |
| US Open (0)             |

| N. | Data            | Torneo                  | Superficie  | Compagna          | Avversario in finale        | Punteggio   |
| 1. | 10 ottobre 2020 | Open di Francia, Parigi | Terra rossa | Marija Bondarenko | Eleonora Alvisi Lisa Pigato | 6(3)–7, 4–6 |

## Statistiche contro giocatrici Top 10

### Testa a testa
Le tenniste in grassetto sono le giocatrici in attività. Nella tabella riportata sono segnati i migliori piazzamenti nella classifica mondiale WTA; le giocatrici possono aver occupato una posizione diversa al momento dell'incontro.
| Giocatrice                     | Vittorie–Sconfitte | V–S % | Cemento    | Terra rossa | Erba      | Ultimo incontro                                       |
| Numero 1 del ranking mondiale  |                    |       |            |             |           |                                                       |
| Iga Świątek                    | 0–1                | 0%    | –          | 0–1         | –         | Perso (0–6, 7–6(3), 4–6) Madrid Open 2025             |
| Numero 2 del ranking mondiale  |                    |       |            |             |           |                                                       |
| Angelique Kerber               | 1–0                | 100%  | –          | –           | 1–0       | Vinto (7–5, 6–3) Bad Homburg Open 2024                |
| Karolína Plíšková              | 1–0                | 100%  | –          | –           | 1–0       | Vinto (4–6, 6–4, 7–5) Torneo di Wimbledon 2024        |
| Venus Williams                 | 1–0                | 100%  | 1–0        | –           | –         | Vinto (6–3, 6–3) Miami Open 2024                      |
| Numero 2 del ranking mondiale  |                    |       |            |             |           |                                                       |
| Vera Zvonarëva                 | 2–0                | 100%  | 1–0        | 1–0         | –         | Vinto (6–3, 6–2) Stuttgart Open 2024                  |
| Coco Gauff                     | 1–0                | 100%  | 1–0        | –           | –         | Vinto (6–4, 6–1) Canadian Open 2024                   |
| Petra Kvitová                  | 1–0                | 100%  | 1–0        | –           | –         | Vinto (6–1, 4–6, 6–3) Ningbo Open 2023                |
| Paula Badosa                   | 2–4                | 33%   | 1–1        | 0–3         | 1–0       | Perso (6–4, 3–6, 3–6) Ningbo Open 2024                |
| Ons Jabeur                     | 0–1                | 0%    | 0–1        | –           | –         | Perso (2–6, 1–6) Ningbo Open 2023                     |
| Numero 3 del ranking mondiale  |                    |       |            |             |           |                                                       |
| Sloane Stephens                | 1–0                | 100%  | –          | –           | 1–0       | Vinto (6–1, 6–1) Torneo di Wimbledon 2024             |
| Jessica Pegula                 | 0–2                | 0%    | 0–2        | –           | –         | Perso (4–6, 2–6) US Open 2024                         |
| Maria Sakkarī                  | 0–2                | 0%    | 0–2        | –           | –         | Perso (7–5, 4–6, 0–6) Indian Wells Open 2024          |
| Numero 4 del ranking mondiale  |                    |       |            |             |           |                                                       |
| Sofia Kenin                    | 1–0                | 100%  | 1–0        | –           | –         | Vinto (6–2, 6–3) China Open 2024                      |
| Belinda Bencic                 | 0–1                | 0%    | 0–1        | –           | –         | Perso (4–6, 4–6) Indian Wells Open 2025               |
| Zheng Qinwen                   | 0–1                | 0%    | 0–1        | –           | –         | Perso (6(5)–7, 3–6) Pan Pacific Open 2024             |
| Jasmine Paolini                | 0–2                | 0%    | 0–1        | 0–1         | –         | Perso (7-6(1), 4–6, 2–6) Internazionali d'Italia 2025 |
| Numero 5 del ranking mondiale  |                    |       |            |             |           |                                                       |
| Sara Errani                    | 2–0                | 100%  | 1–0        | 1–0         | –         | Vinto (6–2, 6–2) US Open 2024                         |
| Madison Keys                   | 0–2                | 0%    | 0–1        | –           | 0–1       | Perso (6-2, 3-6, 4-6) Queen's Club Championships 2025 |
| Numero 6 del ranking mondiale  |                    |       |            |             |           |                                                       |
| Markéta Vondroušová            | 1–1                | 50%   | 1–0        | –           | –         | Perso (3-6, 7-6(3), 3-6) Berlin Ladies Open 2025      |
| Numero 8 del ranking mondiale  |                    |       |            |             |           |                                                       |
| Emma Navarro                   | 2–1                | 67%   | –          | 1–0         | 1–1       | Perso (6–2, 3–6, 4–6) Torneo di Wimbledon 2024        |
| Daria Kasatkina                | 0–1                | 0%    | 0–1        | –           | –         | Perso (3v6, 4–6) Korea Open 2024                      |
| Numero 9 del ranking mondiale  |                    |       |            |             |           |                                                       |
| Veronika Kudermetova           | 2–0                | 100%  | –          | 2–0         | –         | Vinto (5-7, 6-2, 6-3) Stuttgart Open 2025             |
| Numero 10 del ranking mondiale |                    |       |            |             |           |                                                       |
| Beatriz Haddad Maia            | 0–1                | 0%    | –          | 0–1         | –         | Perso (2–6, 7–5, 4–6) Open di Francia 2023            |
| Totali                         | 18–20              | 47%   | 8–11 (42%) | 5–6 (45%)   | 5–3 (63%) | Aggiornato al 20 giugno 2025                          |

### Vittorie contro giocatrici Top 10
| Stagione | 2024 | Totale |
| -------- | ---- | ------ |
| Vittorie | 1    | 1      |

| #    | Giocatrice | Ranking | Evento                 | Superficie | Turno | Punteggio | Rank. DSR |
| ---- | ---------- | ------- | ---------------------- | ---------- | ----- | --------- | --------- |
| 2024 |            |         |                        |            |       |           |           |
| 1.   | Coco Gauff | 2       | Canadian Open, Toronto | Cemento    | 3T    | 6–4, 6–1  | 24        |